# Belchior Nunes Barreto
Belchior Nunes Barreto (Porto, Portugal, 1520 - Goa, 6 de Outubro de 1571) foi um padre jesuíta português do século XVI que foi missionário na Índia, China e Japão. Em inglês Belchior é tratado como Melchior.

## Carreira
Era filho de Fernando ou Fernão Nunes Barreto, senhor dos coutos de Freiriz e Penagate, e tinha quatro irmãs que foram enviadas para um convento e três irmãos: Gaspar, que herdou a propriedade do pai; João, que começou como abade em Braga e mais tarde foi bispo na Etiópia; e Afonso, que foi padre. Entre 1543 e 1544, Barreto juntou-se à Companhia de Jesus em Coimbra, alegando que o fez por indicação da Virgem Maria num sonho.. A sua candidatura foi aprovada por Pedro Farbo, um companheiro de Francisco Xavier. Em 1551, Barreto serviu como missionário em Goa, uma possessão portuguesa. Durante esta fase ele foi nomeado como Reitor Eclesiástico do Colégio Jesuíta de Bacaim (hoje Vasai) por Xavier. Enquanto reitor fez queixa dos missionários luteranos germânicos, que acabaram presos. 
Depois da morte de Francisco Xavier e Gaspar Barazeuz em 1553 ele ficou o superior provincial dos jesuítas na Índia. Entre 1554 e 1557 ele deixou a índia para uma missão no Japão, acompanhado de Gaspar Vilela. Quando retornou assumiu o cargo de reitor do Colégio Jesuíta de Cochim. Some sources claim that he died on 10 August 1571.

## Missão ao Este e ao Sudeste Asiático
A partir da Índia, Barreto tentou navegar para o Japão através da Malaca em 1554 mas não conseguiu atingir o destino inicialmente. Em vez disso, visitou várias ilhas na Malásia, incluindo Lampacau. Barreto prestou um tributo na campo de Francisco Xavier em Sanchoão. Segue então para Macau em 20 de Novembro de 1555. Foi um dos primeiros jesuítas a visitar a China, tendo ficado cerca de 10 meses . Barreto foi o primeiro padre católico autorizado a sair de Macau e entrar na cidade de Cantão para resgatar três prisioneiros portugueses. 
Durante a sua missão Barreto notou a indiferença dos chineses perante a sua própria religião, e a falta de estima por clérigos, tendo concluído que seria muito difícil converter pessoas ali . Não desistiu de concluir o seu objectivo de pregar no Japão. Em Junho de 1556 depois de várias tentativas ele finalmente desembarca em Bungo, com outros 40 portugueses. À sua chegada é recebido pelo lorde local. Barreto retorna à Índia em 1557, escrevendo em 1558 um relatório parcial das suas experiências.